# Comité Olímpico Peruano
El Comité Olímpico Peruano (COP) es la entidad deportiva que representa al Comité Olímpico Internacional dentro del Perú. Fue fundado el 9 de octubre de 1924, trabaja conjuntamente con el Instituto Peruano del Deporte en lo que respecta a la preparación y participación de los representantes peruanos en los distintos eventos internacionales como los Juegos Olímpicos, los Juegos Panamericanos, los Juegos Suramericanos o los Juegos Bolivarianos. 
Su sede principal está en el distrito de San Luis, dentro de la Villa Deportiva Nacional. Allí están sus oficinas administrativas, posee un gimnasio, una biblioteca y videoteca y un salón de conferencias para 120 personas. Cuenta con otros dos locales, uno en el distrito de Lince (donde antes funcionaban sus oficinas) y el otro en el Estadio Nacional donde está instalado el Museo Olímpico del Deporte Peruano. Desde el 26 de agosto de 2021, está presidida por el Dr. Renzo Manyari.

## Historia
El Comité Olímpico Peruano es una entidad directriz del deporte amateur, cuya fundación data del año 1924, tal como consta en las Actas de Instalación y en la Resolución Suprema de esa fecha. Ese día se resuelve la instalación del Primer Comité Olímpico Peruano, bajo la denominación de Comité Olímpico Nacional, en la que además, se indica que asumía el control y organización de todos los deportes en la República de Perú, facultad que mediante la Ley N.º 8741 del 8 de septiembre de 1938, fuera delegada al Comité Nacional de Deportes y de este modo, el Comité Olímpico Peruano se aboca exclusivamente a la conducción del deporte amateur y el movimiento olímpico en nuestro medio. Cabe resaltar que desde el año 1938 hasta 1972 un solo Comité Ejecutivo conducía los destinos del Comité Olímpico Peruano y del Comité Nacional del Deporte. 
Más adelante, con el Decreto Supremo n.º 017-69-ME de fecha 9 de abril de 1969, se aprueba el primer Estatuto del Comité Olímpico Peruano mediante el cual establece su constitución y funciones; así como las normas a las que se sujetarán las relaciones internacionales del deporte amateur. Dicho Estatuto fue modificado por el Ministerio de Educación, a través del Decreto Supremo n.º 009-78-ED, el 17 de julio de 1978 y posteriormente a propuesta del Comité Ejecutivo del COP ante la Asamblea fue nuevamente modificado y elevado a los Registros Públicos para adquirir la respectiva personería Jurídica como Asociación Civil, cuyo registro fue asentado con fecha 6 de noviembre de 1989.
El Comité Olímpico Peruano priorizó los deporte de vela y marcha para los Juegos Olímpicos de 2024.